# Kard és kasza
A Kard és kasza Wass Albert leghíresebb regénye, az első rész 1974-ben, míg a második rész 1976-ban jelent meg. A századfordulót és főleg Trianont követően a magyar epikának az a vonulata, amely számot vetett a magyar sorskérdésekkel, illetve vállalkozott a „hol tévesztettünk utat?” lelkiismeret-vizsgálatára, vissza-visszatért Erdély etnikai arculata megváltozásának problémájához. Ez a látszatra demográfiai-nemzetiségi kérdéskör etikai problémává sűrűsödött az írók tollán, hiszen rendre fölvetődött az erdélyi birtokos osztály felelőssége: miért tűrte, sőt mi okból segítette, hogy a jóval olcsóbb munkaerőt képező román parasztság foglalja el a magyar földművesek helyét, melynek következtében néhány évszázad alatt a bevándorolt román ajkú népesség Erdély nagy területein többségbe került. A magyar lakosság szórványosodása a legdrámaibb módon a Mezőségben ment végbe – ennek a problémakomplexumnak és tájnak a történelmi tablóját, hatalmas etikai-emberi freskóját alkotta meg Wass Albert. A kétkötetes regény két mezőségi falu: Bölényes és Miklósdomb (azaz Vasasszentgothárd és Cege) kora középkortól az 1950-es évek második feléig terjedő krónikája.
A Nagy Könyv szavazásán a 68. legnépszerűbb magyar regénynek választották.

## Részei
- Első könyv: Krónikás írás
- Második könyv: Szemtanúság

## Cselekmény
|  | Alább a cselekmény részletei következnek! |

Az első kötet (Krónikás írás) a Szent István halálát követő évtizedektől, a 11. század derekától hatalmas panorámaképben idézi föl a táj történelmét és nemzedékről nemzedékre változó népéletét, elsősorban a létküzdelmeket mutatva föl, főként azt, miképp szerzett hont kardjával a magyarság Erdélyországban. Ez a nagy ívű, az első világháborúig tartó történelmi tabló jószerivel csak bevezető, előtörténeti áttekintés a második kötethez (Szemtanúság), amelynek epikus anyaga nagyrészt már az író személyes élményein, történelmi és emberi tapasztalatain alapszik, ilyenformán a maga – a magyar és arisztokrata – tanúságtétele abban a morális "perben", amely az erdélyi magyar arisztokrácia felelősségét vizsgálja. És persze annak az eszmei mondandónak az igényes megjelenítése, hogy nem elegendő karddal megszerezni a hazát, de azt gondos és előrelátó munkával, szívós kitartással – azaz kaszával – meg is kell tartani!

## Stílusa
A feszesebb szerkezetű, valóban regény kompozíciójú rész is teljességérzetet kelt, de immár nem a történelmi sors teljességéét, hanem az emberi sorsét, hiszen fölvonultatja a mezőségi társadalom minden képviselőjét, jellemző rétegét és alakját: az arisztokratát, a hivatalnokot, a román pópát, a zsidó kereskedőt, az egyszerű embereket, románokat és magyarokat. E kötet cselekményének középpontjában Erőss Miklós gróf áll, akinek sorsát gyermekkorától az 1950-es években a románok börtönében elszenvedett haláláig követi nyomon Wass Albert, személyes formába sűrítve a kisebbségtörténelmet.
Persze az író etikai vizsgálódása nem egyoldalú; nem csupán azt figyeli, hogy a kapzsi birtokosok önzése miatt románosodott el a Mezőség, vizsgálja a románság belső megosztottságát, az Óromániából érkezettek és az erdélyiek mentalitásbeli különbségét, a saját zsebre dolgozó, nagy hangú álhazafiak melldöngetését, a józan románok óvatosságát stb., és leginkább a korfordulók szeszélyének kiszolgáltatott ember magatartását. A második kötet az 1956-os magyarországi események következtében rosszabbodó helyzetű magyarság megmaradását kérő fohásszal zárul.